# Chronothérapie de l'asthme
La chronobiologie s’intéresse dans le domaine médical à l’influence des cycles circadiens sur les maladies humaines et en particulier sur la variation de l’intensité de la maladie sur une durée de 24 heures. En effet, pour la maladie de l’asthme, la gravité des symptômes peut varier selon le moment de la journée.

## La variation cyclique des symptômes de l'asthme
Au niveau des poumons, plusieurs tests sur la fonction respiratoire évaluent leur efficacité et montrent que l’activité des poumons suit un cycle d’environ 24 heures. Effectivement, on observe un changement journalier de l’efficacité des poumons, du réveil au sommeil et ce autant chez les personnes non asthmatiques que chez les personnes asthmatiques. Une étude de Martin (1997) montre que chez les personnes non asthmatiques, la fonction respiratoire est à son maximum vers 16 heures et à son plus bas vers 4 heures. De même, on observe que chez les asthmatiques, la fonction respiratoire suit cette même variation d’efficacité. Cependant, la fonction pulmonaire des asthmatiques à son maximum est aussi basse que la fonction pulmonaire minimale des personnes non asthmatiques, ce qui démontre que les asthmatiques ont un niveau d’efficacité pulmonaire inférieur. De plus, chez les asthmatiques, la fonction pulmonaire diminue de façon beaucoup plus importante vers 4 heures par rapport aux personnes non asthmatiques. Ainsi, l’asthme semble suivre un cycle d’environ 24 heures. En effet, des résultats de diverses études en chronobiologie ont permis de conclure que l’asthme est une maladie dont l’intensité oscille selon un rythme circadien. À savoir que l’un des premiers rapports sur la chronobiologie médicale est celui de Caelius Aurelianus sur l’occurrence nocturne des symptômes de l’asthme et de la variation quotidienne des crises d’asthmes. Il a été démontré que les symptômes asthmatiques sont à leur maximum vers 4 heures du matin, concordant avec une activité pulmonaire à son minimum vers la même heure. En effet, Une étude de Koehler et al. (2005), a observé sur 3129 patients les moments d’incidences de leurs crises d’asthmes sur une période de 24 heures. Les résultats montrent que la grande majorité des attaques surviennent le matin autour de 4 heures et qu’entre 10 heures et 19 heures les crises sont rares.

## Les molécules liées aux crises d'asthme
Pour comprendre pourquoi la maladie s’aggrave le matin, des études ont été réalisées sur certaines hormones influençant certaines maladies allergiques, incluant l’asthme, et leurs rythmes circadiens. Ces molécules ont des propriétés pouvant affecter la respiration et donc favoriser ou défavoriser l’apparition de crises d’asthmes. Parmi celles-ci, on retrouve le cortisol, l’adrénaline, l’histamine et l’adénosine monophosphate cyclique (AMPc). Le cortisol a des effets anti-inflammatoires sur les voies respiratoires. La concentration de cortisol est au minimum entre minuit et 4 heures. L’adrénaline, de manière semblable, atteint sa concentration minimale le matin vers 4 heures. L’adrénaline est importante pour les asthmatiques dû à son effet sur les voies respiratoires. En effet, une faible concentration d’adrénaline peut provoquer un bronchospasme. À l’opposé, le niveau d’histamine est au maximum vers 4 heures. L’histamine est un médiateur chimique des réactions inflammatoires, jouant ainsi un rôle essentiel dans l’apparition des crises d’asthme. En effet, une haute concentration d’histamine peut occasionner un bronchospasme en raison de son implication dans l’obstruction des voies respiratoires. Ainsi, l’effet positif du cortisol et de l’adrénaline sur la maladie de l’asthme est faible le matin, tandis que l’effet négatif de l’histamine est plus fort à cette période.

## Le traitement chronothérapeutique de l'asthme
À quel moment de la journée doit-on prendre un médicament? C’est une question importante, puisque l’heure d’administration d’un médicament peut modifier son effet. La chronothérapie synchronise la concentration des médicaments avec la variation de l’intensité de la maladie et permet ainsi d’augmenter l’efficacité du traitement. En fait, la chronothérapie tente de mettre en évidence le moment précis où la prise d’un médicament atteint son efficacité maximale. Étant donné que l’asthme est une maladie ayant des symptômes variant en fonction de l’heure, une approche chronothérapeuthique semble être bénéfique pour les patients. Pour l’asthme, l’efficacité du traitement est déterminée par deux tests de spirométrie mesurant le niveau de respiration, afin d’évaluer la sévérité de l’obstruction bronchique.

### Le traitement par les corticostéroïdes
En ce qui concerne les corticostéroïdes inhalés, qui sont les médicaments les plus importants contre l’asthme dû à leurs effets contrôlant l’inflammation des voies respiratoires, des études ont été réalisées pour déterminer quel est le meilleur moment de la journée pour prendre ces médicaments. L’ étude de Beam et al. (1992) portant sur le prednisone, un corticostéroïde, a analysé l'efficacité de ce médicament lorsque celui-ci est administré à trois moments différents, soit à 8h00, 15h00 et 20h00. Les résultats montrent qu'à 8h00 et à 20h00 le médicament est presque inefficace, mais qu'à 15h, l'administration de prednisone est efficace et engendre un déclin des symptômes de l'asthme. Une autre étude, faite par Pincus et al. (1997), démontre elle aussi que la période optimale pour prendre un médicament de type corticostéroïde est compris entre 15h00 et 17h30. En effet, les résultats de cette expérience montrent que l’administration du médicament une fois par jour à 15h00 est autant efficace que quatre fois par jour à un autre moment de la journée. Ces travaux montrent donc que l'administration de corticostéroïdes à 15h00 peut s'avérer cruciale pour l'arrêt de la cascade inflammatoire qui cause l'aggravation nocturne le l'asthme ainsi que la gravité globale de la maladie.

### Le traitement par les agonistes β2-adrénergiques
Les agonistes β2-adrénergiques sont aussi un des traitements les plus employés contre l’asthme. Ceux-ci agissent sur les muscles lisses bronchiques, causant une bronchodilatation et ont des effets anti-inflammatoires. Les personnes asthmatiques, tout autant que les non-asthmatiques, ont des concentrations minimales d’adrénaline à 4 heures et maximales à 16 heures. Lorsque la prise de ces médicaments est synchronisée au rythme circadien de la sécrétion d’adrénaline, celle-ci permet l’atténuation des crises asthmatiques nocturnes. Une étude a montré que l’administration de bambutérol, un agoniste β2-adrénergique à longue durée, a un effet branchodilatatoire durant environ 24 heures. C’est lorsqu’il est administré à 20 heures que celui-ci a un effet optimal sur les symptômes d’asthme, notamment un débit expiratoire de pointe (DEP) beaucoup plus élevé que lorsqu’il est administré le matin. 

### La pastillation des antiasthmatiques
Malgré ces nombreuses études, la chronothérapie n’est seulement qu’à ses débuts et plusieurs médicaments n’ont pas encore un profil chronobiologique établi. Cependant, en raison de son patron rythmique circadien bien défini, l’asthme est tout de même l’une des pathologies les plus étudiées au sujet de la posologie et de la durée des traitements. Par ailleurs, une technologie récente, la pastillation, a été développée et permet de varier le moment de la prise d’un médicament sans en affecter son efficacité. Cette technologie permet de retarder la libération du médicament dans le corps par l’action d’un enrobage qui provoque un délai d’environ 5 heures. Ainsi, cette technologie peut être utile dans le traitement de l’asthme si un patient ne peut pas prendre un médicament à l’heure provoquant une efficacité optimale, comme à 15 heures pour le cas des corticostéroïdes inhalés. Cette approche est une grande avancée pour les traitements chronothérapeutiques nécessitant une heure précise pour l’administration de médicaments tels que pour l’asthme.